# História do Arquipélago de Santo André, Providência e Santa Catarina

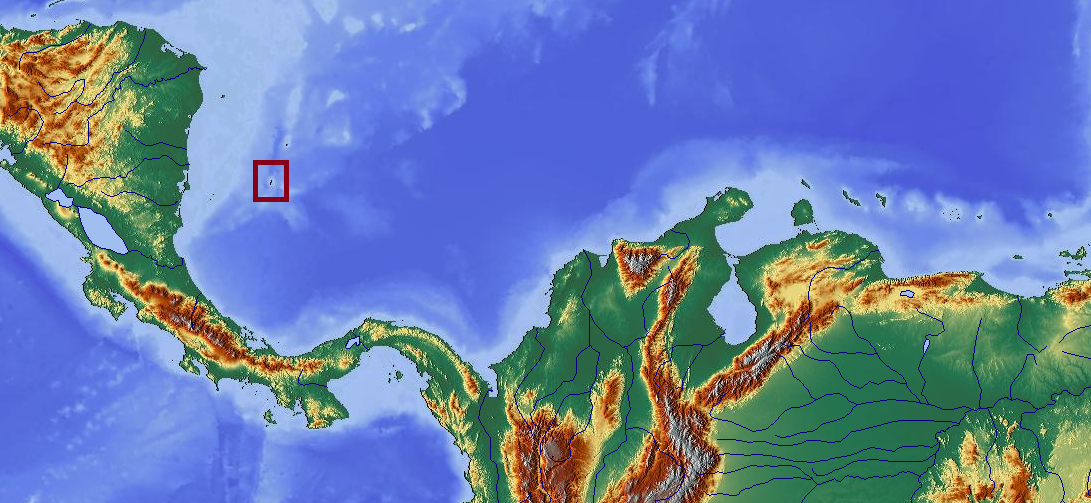
Localização das ilhas, ilhotes y bancos que componen el Archipiélago de San Andrés y Providencia.

A história do departamento colombiano de San Andrés e Providência se refere aos acontecimentos em que têm se desenvolvido nessas ilhas em uma data posterior a 1502. Numerosos povos têm contribuído para a formação da cultura raizal do arquipélago: africanos, britânicos, escoceses, holandeses, irlandeses, franceses, espanhóis e colombianos. Sobretudo três personalidades tiveram a ver com sua história de maneira muito particular: o Pirata Morgan quem fez as operações de comando central nas ilhas do Mar do Caribe, o primeiro governador espanhol (filho de pais irlandeses), Tomás O'Neille e o francês Luis Aury quem apoiou as causas da independência das ilhas em toda a bacia do Caribe, desde o Texas até a Colômbia. A história mostra, em seguida, a importância estratégica das ilhas da região do Caribe ocidental.

## Época pré-colombiana
A pequena proporção de terras habitáveis nas ilhas, separados a mais de cem léguas da costa continental centro-americana e a navegação complicada, por essas águas tempestuosas em barcos primitivos, impediu que em tempos pré-colombianos, a transferência desses territórios por algumas tribos estabelecerem assentamentos em sua jurisdição. O arquipélago de San Andrés e Providência foi descoberto, aparentemente, na primeira viagem feita por Colombo para o novo continente, em 1492 e desde então ele foi considerado parte da vasta região conhecida como província de Veraguas. Em 1595, o governo da Espanha deu a ordem para fortificar a ilha de Santa Catarina e em 1660 já era um forte permanente com tropas para defendê-lo e ser mais eficaz.